# Hynkovice
Hynkovice je přírodní rezervace poblíž obce Těchonín v okrese Ústí nad Orlicí. Oblast spravuje Agentura ochrany přírody a krajiny ČR. Důvodem ochrany je svahové rašeliniště s planě rostoucími rostlinami a volně žijícími živočichy, zachování typického vzhledu krajiny.

## Poloha
Přírodní rezervace se nachází v jižní části Orlických hor Bukovohorské hornatině v údolí zvaném Kobylí důl na území přírodního parku Suchý vrch – Buková hora. Osu rezervace tvoří Černovický potok, levý přítok Tiché Orlice. Podél severní hranice prochází lesní cesta spojující Jamné nad Orlicí s dělostřeleckou tvrzí Bouda, která je sledována modře značenou trasou KČT 1858 vedoucí z Těchonína na Suchý vrch.